# شهرستان جفرسون (آلاباما)
شهرستان جفرسون، آلاباما (به انگلیسی: Jefferson County, Alabama) شهرستانی در ایالات متحده آمریکا است که در آلاباما واقع شده‌است.

## خصوصیات
شهرستان جفرسون ۲٬۹۱۱٫۱۶ کیلومترمربع مساحت دارد.